# ناحیه کوروزال
ناحیه کوروزال (به لاتین: Corozal District) یک ناحیه در بلیز است که در شمال این کشوز واقع شده‌است. ناحیه کوروزال ۱٬۸۶۰ کیلومتر مربع مساحت و ۴۸٬۳۲۴ نفر جمعیت دارد.